# نقد مراتب الإجماع
نقد مراتب الإجماع كتاب من تأليف ابن تيمية علق فيه على كتاب الإجماع لابن حزم واستدرك عليه أشياء.